# Шенхајде
Шенхајде (њем. Schönheide) општина је у њемачкој савезној држави Саксонија. Једно је од 69 општинских средишта округа Ерцгебирге. Према процјени из 2010. у општини је живјело 5.130 становника. Посједује регионалну шифру (AGS) 14521540.

## Географски и демографски подаци
Шенхајде се налази у савезној држави Саксонија у округу Ерцгебирге. Општина се налази на надморској висини од 700 метара. Површина општине износи 28,1 km². У самом мјесту је, према процјени из 2010. године, живјело 5.130 становника. Просјечна густина становништва износи 183 становника/km².